# Mentalizacja
Mentalizacja – w psychologii wyobrażeniowa aktywność umysłowa podejmowana przez jednostkę, której celem jest uświadomienie i zinterpretowanie ludzkich zachowań jako intencjonalnych stanów umysłu, takich jak potrzeby, pragnienia, uczucia, wierzenia, przekonania i zamiaru. Może ona dotyczyć zarówno interpretacji zachowań własnych, jak i cudzych. Według Davida Wallina mentalizacja jest „myśleniem o myśleniu”. Anthony Bateman określa to zjawisko jako “widzenie siebie z zewnątrz oraz patrzenie na innych od środka”. Może ona zachodzić intencjonalnie lub nieświadomie.

## Tło historyczne
W ogólnym sensie teorie umysłu rozwijane były co najmniej od czasów Kartezjusza. Opierające się na teorii umysłu pojęcie "mentalizacji" pojawiło się dopiero na gruncie psychoanalizy, w latach 60 XX wieku. Zwiększone zainteresowanie badaczy pojęciem mentalizacji mogło wynikać z dostrzeżenia, że teoria umysłu jest zbyt wąska – pomija kontekst emocjonalny i relacyjny. Pierwsze badanie empiryczne w tym obszarze zostało przeprowadzone w 1983 przez Heinza Wimmera i Josefa Pernera. Zbadano w nim rozumienie fałszywych przekonań u dzieci. Badanie było inspirowane Dennettowską interpretacją komediowego teatrzyku kukiełkowego „Punch i Judy”.
Dziedzina mentalizacji uległa zróżnicowaniu na początku lat 90, kiedy Simon Baron-Cohen i Uta Frith, opierając się na badaniach Wimmera i Pernera, połączyli metalizację z badaniami nad psychologicznymi i biologicznymi mechanizmami leżącymi u podstaw autyzmu i schizofrenii. W tym samym czasie zespół Petera Fonagy zastosował mentalizację w psychologii rozwojowej w kontekście niezdrowych stylów przywiązania.

## Mentalizacja a rozwój człowieka
Pojęcie mentalizacji znalazło zastosowanie w teorii przywiązania. Zgodnie z koncepcją Fonagiego i M. Target’a, możliwość interpretacji stanów mentalnych powstaje, gdy osiąga się znaczący rozwój psychologiczny. Do jej przeprowadzenia konieczne jest nawiązywanie złożonych interakcji z innymi funkcjami umysłowymi, których rozwój musi zachodzić terminowo.
Mentalizacja rozwija się na bazie związku dziecka i dorosłego. Dziecko pod wpływem tego procesu uniezależnia się od dorosłego oraz staje się świadome swoich autonomicznych pragnień, myśli i uczuć jako odmiennych od subiektywnego świata innych. Rolą opiekuna w procesie mentalizacji jest adekwatne reagowanie na potrzeby dziecka i określanie ich jako zjawisk psychicznych (“odczuwasz zmęczenie”, “jesteś głodny”).
Mentalizacja opiera się na powiązanych ze sobą procesów umysłowych:
- Rozwinięty pogląd na perspektywę czasu, pełniący rolę dodatkowego regulatora zachowania;
- Umiejętność dostrzegania związku przyczynowego między zdarzeniami a emocjami;
- Tolerancja niepewności;
- Zdolność do dzielenia się rzeczywistością i jej reprezentacją.

## Wymiary mentalizacji
Zgodnie z podręcznikiem „Handbook of Mentalizing in Mental Health Practice” wydanym przez Amerykańskie Towarzystwo Psychiatryczne mentalizacja przebiega w czterech wymiarach:
1. Mentalizacja automatyczna/kontrolowana – Mentalizacja kontrolowana, inaczej jawna – to powolny, sekwencyjny proces przetwarzania bodźców. Wymaga on podjęcia refleksji i wysiłku oraz skierowania uwagi na dany stan. Mentalizacja kontrolowana zachodzi np. u terapeuty, który usiłuje zrozumieć swojego pacjenta. Drugi biegun tego wymiaru stanowi mentalizacja automatyczna, inaczej niejawną. Jest ona znacznie szybsza, bazuje na przetwarzaniu równoległym i odruchowym. Ma miejsce na przykład, gdy prowadzimy swobodną rozmowę i bez ustalania reguł czy skupiania się, potrafimy mówić na zmianę.
2. Ja i inni – zdolność do rozumienia i interpretowania własnego stanu umysłu („Co czuję?”, „Dlaczego tak się zachowałem?”) oraz stanów innych ludzi („Co go rozzłościło?”)[12].
3. Poznawcza/uczuciowa – wolny od emocji aspekt poznawczy mentalizacji (czyli teoria umysłu odwołuje się właśnie do tego aspektu mentalizacji) definiuje się go jako zdolność do tworzenia reprezentacji poznawczych stanów umysłu oraz przypisywania przekonań i pragnień. Przeciwieństwem mentalizacji poznawczej jest mentalizacja afektywna, czyli rozpoznawanie, rozumienie i antycypowanie stanów emocjonalnych. Dla optymalnego funkcjonowania oba te wymiary powinny ze sobą współpracować, aby wnioskowanie było trafne[13].
4. Zewnętrzna/wewnętrzna – mentalizacja cech zewnętrznych odnosi się do zachowań, a mentalizacja wewnętrzna do tego czego nie widzimy – myśli i uczuć.

## Terapia oparta na mentalizacji
Na bazie procesu mentalizacji powstał nurt psychoterapeutyczny MBT (Mentalization Based Treatment). Opracowało go i sformalizowało dwóch psychoterapeutów i badaczy Peter Fonagy i Anthony Bateman. Pierwotnym założeniem jej twórców było leczenie pacjentów z zaburzeniami osobowości typu borderline, którego cechami charakterystycznymi są silne wahania nastroju i funkcjonowanie w obrębie schematów: opuszczenie/niestabilność więzi, nieufność/skrzywdzenie, deprywacja emocjonalna, wadliwość/wstyd, podatność na zranienie, niedostateczna samokontrola i samodyscyplina. Obecnie MBT jest z powodzeniem stosowane na całym świecie w pracy z pacjentami doświadczającymi zróżnicowanych problemów psychicznych.
Terapia MBT umożliwia osobom z osobowością chwiejną emocjonalnie zrozumieć zachowania społeczne oraz nawiązywać i podtrzymywać więzi międzyludzkie. Terapeuta za pomocą mentalizacji uczy pacjenta, że za każdym zachowaniem stoi stan emocjonalny. Jest to umiejętność, której pacjenci z borderline często nie posiadają w swoim repertuarze zachowań.
MBT czerpie m.in. z założeń koncepcji psychodynamicznej, poznawczo-behawioralnej i systemowej.